# Regiunea Salamat
Regiunea Salamat este una dintre cele 22 unități administrativ-teritoriale de gradul I ale statului Ciad. Reședința sa este orașul Am Timan.